# 句卑
句卑（？—？），是春秋时期吳國的君主之一，為吳國第十七任君主，承襲父亲頗高擔任吳國君主。当时，晋献公通过假途灭虢之计，灭掉了和吴国同宗的虞国。句卑死后，儿子去齊继位。